# Up-Tight
Pour les articles homonymes, voir Uptight.
Albums de Stevie Wonder
Stevie at the Beach
(1964) Down to Earth
(1966)
Singles
Up-Tight est un album du chanteur américain Stevie Wonder, édité par le label Motown en 1966.

## Contexte
Le jeune Stevie Wonder obtint un hit avec Fingertips, Part 2, classé numéro 1 du Billboard Hot 100 en 1963, mais les singles suivants, toujours écrits par l'écurie de compositeurs du label Motown, ne rencontrèrent pas le même succès. Sylvia Moy et Henry Cosby se mirent à écrire à partir d'un riff improvisé par Wonder. Le morceau Uptight (Everything's Alright), qui en résulta, allait relancer la carrière de l'adolescent en atteignant la 1e place des charts rhythm and blues et la 3e place du classement pop américain. Le single fut inclus sur l'album Up-Tight édité par Motown en mai 1966,.

## L'album
L'album Up-Tight marqua les premiers pas de Stevie Wonder, alors âgé de 16 ans, en tant que compositeur. Il participa à l'écriture des morceaux Music Talk, Ain't That Asking for Trouble, Hold Me et Pretty Little Angel. Le disque comportait également des reprises, Teach Me Tonight de Gene de Paul et Sammy Cahn, et Blowin' in the Wind de Bob Dylan, premier morceau à caractère politique et social enregistré par Stevie Wonder,.
Nothing's Too Good for My Baby et Blowin' in the Wind furent édités en single, la reprise de Dylan se classant dans le Top 10 des charts r&b et pop en 1966. L'album atteignit la 2e place du classement rhythm and blues et à la 33e place du Billboard 200. Il fut réédité au format CD à partir de 1998.

## Liste des morceaux
| No  | Titre                          | Auteur                                        | Durée |
| --- | ------------------------------ | --------------------------------------------- | ----- |
| 1.  | Love a Go Go                   | Beth Beatty, Ernie Shelby                     |       |
| 2.  | Hold Me                        | Morris Broadnax, Clarence Paul, Stevie Wonder |       |
| 3.  | Blowin' in the Wind            | Bob Dylan                                     |       |
| 4.  | Nothing's Too Good for My Baby | Henry Cosby, William "Mickey" Stevenson       |       |
| 5.  | Teach Me Tonight               | Gene de Paul, Sammy Cahn                      |       |
| 6.  | Uptight (Everything's Alright) | Henry Cosby, Sylvia Moy, Stevie Wonder        |       |
| 7.  | Ain't That Asking for Trouble  | Sylvia Moy, Clarence Paul, Stevie Wonder      |       |
| 8.  | I Want My Baby Bac             | Harvey Fuqua                                  |       |
| 9.  | Pretty Little Angel            | Clarence Paul, Michael Valvano, Stevie Wonder |       |
| 10. | Music Talk                     | Ted Hull, Clarence Paul, Stevie Wonder        |       |
| 11. | Contract on Love               | Janie Bradford, Lamont Dozier, Brian Holland  |       |
| 12. | With a Child's Heart           | Vicky Basemore, Henry Cosby, Sylvia Moy       |       |